# Menedzser Praxis Szakkiadó
A Menedzser Praxis Kft. magyar tulajdonú, budapesti székhelyű gazdasági szakkiadó. 2005 óta van jelen a magyarországi szakmai információs könyvkiadás piacán, a gazdasági tanácsadás és szakemberképzés területén.

## A kiadó története
A kiadót jelenlegi tulajdonosai, Korsós Imre és Hivessy Zoltán alapították 2005-ben. Még abban az évben megjelentek az első szakkönyvek (kapcsoskönyvek) és folyóiratok (tanácsadók) a kiadó gondozásában. 2006-tól konferenciaszervezéssel is foglalkozik a vállalkozás.
2010. december 15-től akkreditált felnőttképzési intézmény (2014. augusztus 19-től felnőttképzési engedéllyel rendelkező intézmény). 2010-től indult el jogi információs szolgáltatása, amely teljes körű elektronikus jogszabálygyűjtemény és komplex információs rendszer. 2012. március 1-jétől a továbbfejlesztett online jogi tudástár LexPraxis márkanéven elérhető.
2013-tól szolgáltat magas színvonalú gazdasági, pénzügyi területet érintő szakképzéseket az új OKJ rendszerében.
2013-ban megvásárolta a 25 éves Iskolaszolga közoktatási szolgáltató kiadványt. Ezen a csatornán látja el az intézményvezetőket, a tankerületeknél és az önkormányzatoknál dolgozó szakembereket a közoktatást érintő információkkal.
2013-tól szakkiadványai előfizetéséhez az adott témához kapcsolódó térítésmentes online képzést biztosít.
2013-ban megjelennek első tankönyvei.
2014-ben specifikus adatkezelő rendszereket fejleszt. Az OviAdmin online óvodai adminisztrációs és dokumentumkezelő rendszer, a JegyzőInfó pedig jegyzők és önkormányzati igazgatási szakemberek munkáját segíti.
2014-ben megjelenik a Portfóliókészítés lépésről lépésre online szakmai segédanyag az Oktatási Hivatal által minősített mintaportfólióval és bemutató videókkal, pedagógusoknak és óvodapedagógusoknak nyújt segítséget portfóliójuk elkészítéséhez és megvédéséhez.

## A kiadó tevékenységei
A Menedzser Praxis Szakkiadó mára 21 folyamatosan frissülő szakkönyvvel, 17 havi rendszerességgel megjelenő szakfolyóirattal, 5-féle LexPraxis Pro Tudástárral és 8-féle LexPraxis Master Tudástárral, 14 tankönyvvel, online adatkezelő rendszerekkel, szoftverekkel és segédanyagokkal képviselteti magát mint kiadó.
Szilárd szakmai tudásbázisát több mint 300 elismert szakértő és közel 100 elkötelezett főmunkatárs adja. 